# Joséphine (album)
Pour les articles homonymes, voir Joséphine.
 (juin 2020).
Si vous disposez d'ouvrages ou d'articles de référence ou si vous connaissez des sites web de qualité traitant du thème abordé ici, merci de compléter l'article en donnant les références utiles à sa vérifiabilité et en les liant à la section « Notes et références ».
 (juin 2019).
Joséphine est un album de Pierre Perret sorti en 1960 chez Barclay (80 119).
Le dessin au recto de la pochette est de Siné.

## Listes des titres
| 1.    | Joséphine                     | 2:08 |
| 2.    | La Fée                        | 2:44 |
| 3.    | La Julie à Charlie            | 2:03 |
| 4.    | Je suis zou zou zou           | 2:24 |
| 5.    | Le Bonheur conjugal           | 2:23 |
| 6.    | Ma gosse                      | 3:00 |
| 7.    | Don Quichotte et Sancho Pança | 2:41 |
| 8.    | C'était pas de sa faute       | 2:26 |
| 19:49 |                               |      |

Les chansons 2, 3, 7 et 8 étaient inédites.

## Crédits
- Accompagnements : Trio Charpin

### Article commexe
- Discographie de Pierre Perret